# Conway Hills Wildlife Sanctuary
Das Conway Hills Wildlife Sanctuary ist ein 105 Acres (0,4 km²) großes Schutzgebiet bei Conway im Bundesstaat Massachusetts der Vereinigten Staaten. Es wird von der Massachusetts Audubon Society verwaltet.

## Schutzgebiet
Das ehemals als Viehweide sowie für den Anbau von Heu und Tabak genutzte Areal besteht heute größtenteils aus Wald, der einen Lebensraum für Kojoten, Bären, Elche und Luchse bietet. Ein 0,75 mi (1,2 km) langer Rundweg führt durch einen Wald aus Weymouth-Kiefern und Hemlocktannen und vorbei an einem großen Zucker-Ahorn-Baum.